# شورجستان
شورجستان، روستایی از توابع بخش بهمن صغاد شهرستان آباده در استان فارس ایران است. نژاد مردم شورجستان آریایی (قوم فارس) بوده و در دوره‌ای بخشی از آنها به شهرضا مهاجرت کرده‌اند.

## جمعیت
این روستا در دهستان بهمن قرار دارد و بر اساس سرشماری مرکز آمار ایران در سال ۱۳۸۵، جمعیت آن ۶۱۸ نفر (۱۸۷ خانوار) بوده‌است.